# Issy-les-Moulineaux
Issy-les-Moulineaux is een gemeente in het Franse departement Hauts-de-Seine (regio Île-de-France). De gemeente telde 67.695 inwoners op 1 januari 2022. De plaats maakt deel uit van het arrondissement Boulogne-Billancourt.

## Geschiedenis
De plaats werd voor het eerst vermeld in 558. Het gebied werd toen geschonken aan de Abdij van Saint-Germain-des-Prés. Op een hoogte boven de Seine ontwikkelde zich tijdens de middeleeuwen een dorp. De dorpskerk Saint-Étienne werd hier in de loop van de 11e eeuw gebouwd.
In Issy-les-Moulineaux bevindt zich het seminarie van de sulpicianen dat in 1642 werd gesticht. In 1699 verwierf prins Frans Lodewijk van Bourbon-Conti het kasteel van Issy. Hij liet het kasteel uitbreiden en tuinen tekenen door André Le Nôtre. Het kasteel bleef in het bezit van de familie Conti tot 1776.
Tussen 1840 en 1845 werd het Fort van Issy gebouwd, een van de achttien forten die een verdedigingsgordel rond Parijs vormden. Tijdens de Frans-Duitse Oorlog (1870-1871) werd er fel om Issy gevochten. Niet enkel het fort raakte zwaar beschadigd, maar ook de kerk, het seminarie van de suplicianen en drievierde van de huizen. Het kasteel van Issy werd bijna volledig verwoest. 
In de 20e eeuw kwam er industrie in de gemeente. Vanaf 1906 werd Issy-les-Moulineaux een centrum van de luchtvaart. Een militair oefenterrein werd omgevormd tot luchthaven. Hier waren verschillende luchtvaartpioniers actief en werd in 1911 de start gegeven voor de vliegrace Parijs-Madrid in aanwezigheid van 300.000 toeschouwers en leden van het Franse kabinet. Bij een crash tijdens de start kwam minister Maurice Berteaux om het leven en raakte premier Ernest Monis gewond.

## Geografie
De oppervlakte van Issy-les-Moulineaux bedroeg op 1 januari 2022 4,25 vierkante kilometer; de bevolkingsdichtheid was toen 15.928,2 inwoners per km².
De onderstaande kaart toont de ligging van Issy-les-Moulineaux met de belangrijkste infrastructuur en aangrenzende gemeenten.

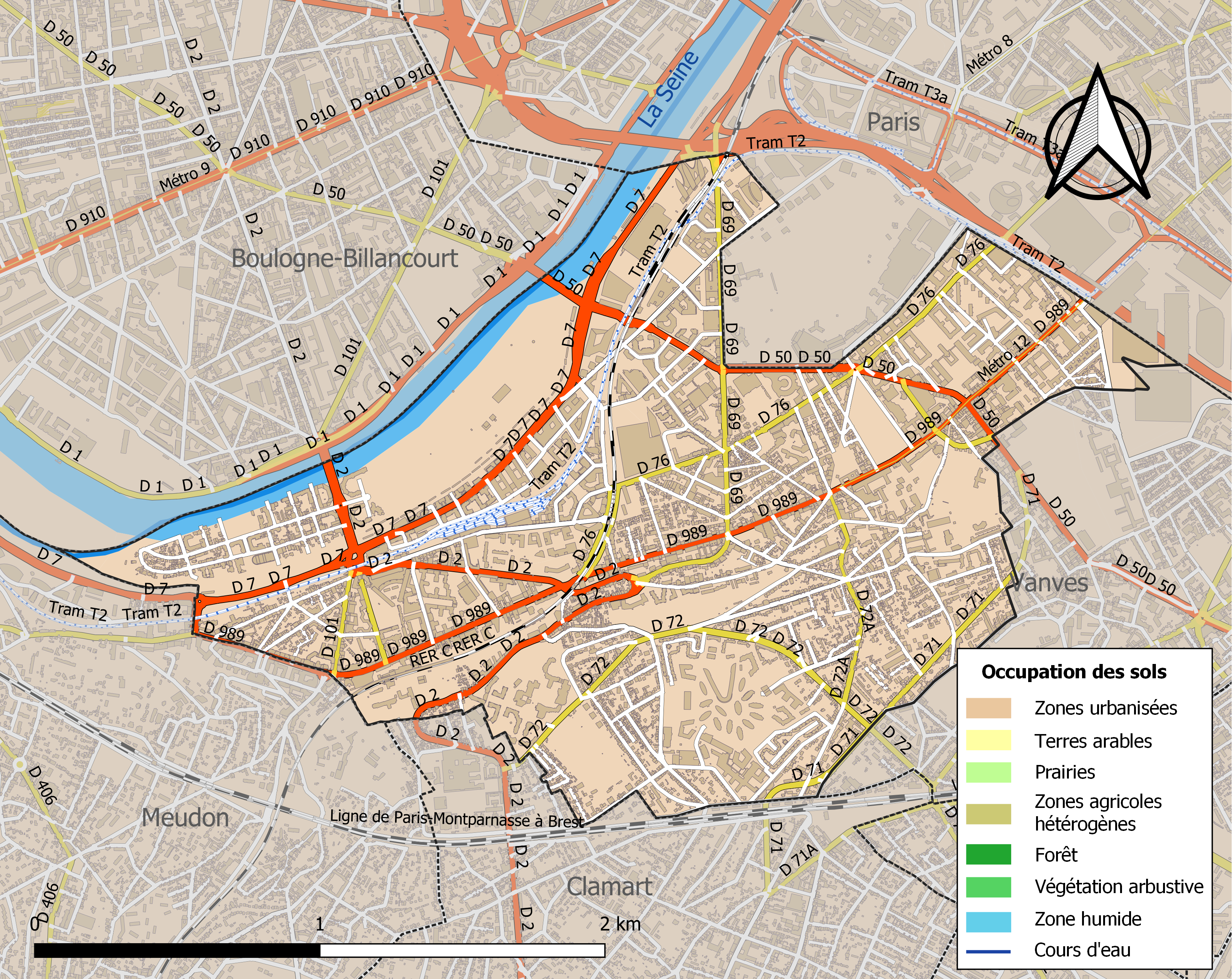

## Verkeer en vervoer
De metrostations Corentin Celton en Mairie d'Issy, een eindpunt van de Parijse metrolijn 12, liggen in Issy-les-Moulineaux. Verder liggen er de RER C-stations Station Issy en Station Issy - Val de Seine.
In de gemeente is er een helikopterluchthaven uitgebaat door Paris Aéroport. Deze luchthaven komt voor uit het vliegveld dat aan het begin van de 20e eeuw werd aangelegd. Vanaf de jaren 1960 is de oppervlakte van de luchthaven geleidelijk aan geslonken.

## Demografie
Rond 1700 was Issy al een groot dorp met ongeveer 6.000 inwoners. Rond 1900 telde de gemeente ongeveer 16.000 inwoners. Onderstaande figuur toont het verloop van het inwonertal (bron: INSEE-tellingen).

## Musea
- Musée Français de la Carte à Jouer

## Geboren
- Manu Larcenet (1969), stripauteur
- Saïd Haddou (1982), wielrenner
- Leïla Bekhti (1984), actrice

## Overleden
- Melchisédech Thévenot (1620-1692), auteur, wetenschapper, reiziger, cartograaf, uitvinder en diplomaat
- Louise Diane van Orléans (1716-1736), prinses
- André Hercule de Fleury (1653-1743), kardinaal en eerste minister onder Lodewijk XV
- Maurice Berteaux (1852-1911), minister
- Robert Charpentier (1916-1966), wielrenner
- Lucie Aubrac (1912-2007), verzetsstrijdster, lerares en activiste